# 慕容筑
慕容 筑（ぼよう ちく、生没年不詳）は、五胡十六国時代の前燕の人物。昌黎郡棘城県の出身。

## 生涯
前燕に仕え、左中郎将に任じられていた。
建熙6年（365年）3月、仮節・征虜将軍・洛州刺史に任じられ、金墉に鎮した。
荊州刺史に任じられ、武威王に封じられた。
建熙10年（369年）12月、前燕と前秦は抗争状態となり、前秦の尚書令王猛は慕容筑が守る洛陽を攻めた。
建熙11年（370年）1月、王猛は書簡を慕容筑に送った。前秦が大軍をもって洛陽を攻め、援軍はやってこないとの脅迫させる内容だった。これを見た慕容筑は恐れ、王猛に降伏した。
これ以後の事績は、史書に記されていない。